# Laura Benanti
Laura Ilene Benanti (Nueva York, 15 de julio de 1979) es una actriz y cantante estadounidense.

## Biografía
Benanti nació en la ciudad de Nueva York, hija de Martin Vidnovic (actor y cantante) y de Linda Wonneberger (entrenadora vocal y ex-actriz). Su padrastro Sal Benanti es psicólogo. Es prima del bajista Steve Hansgen.
La actriz tiene herencia yugoslava, alemana, irlandesa y nativa americana.
El 25 de julio de 2005 se casó con el cantante Chris Barron, sin embargo la pareja se divorció en 2006.
En 2007 comenzó a salir con el actor Steven Pasquale y se casaron el 16 de septiembre del mismo año. El 8 de julio de 2013 anunciaron que se habían separado y finalmente se divorciaron ese mismo año.
Benanti comenzó a salir con Patrick Brown. La pareja se comprometió el 12 de junio de 2015. Se casaron el 14 de noviembre del mismo año.
El 14 de febrero de 2017 nació su primera hija, Ella Rose Benanti-Brown. Su segunda hija, Louisa Georgia Benanti-Brown, nació el 9 de julio de 2022.

## Carrera
Apareció en el concierto "The Secret Garden" de Joey DiPaolo para la fundación AIDS, junto a Michael Arden, Jaclyn Nedenthal, Will Chase, Max von Essen, Celia Keenan-Bolger y Steven Pasquale.
En el 2005 se unió al elenco principal de la serie Starved donde interpretó a Billie Frasier, una mujer que sufre de anorexia y bulimia que también tiene problemas con el abuso del alcohol, criada por dos padres. En la serie compartió créditos con los actores Eric Schaeffer y Sterling K. Brown.
En el 2008 se unió al elenco recurrente de la serie Eli Stone donde interpretó a Beth "Lizzie" Keller, la joven con la cual Eli Stone (Jonny Lee Miller) perdió su virginidad cuando estaban en la escuela. Más tarde Beth comienza a salir con el doctor Nathan Stone (Matt Letscher), el hermano de Eli.
En el 2009 interpretó a Jennie Brinker, la esposa codiciosa del héroe en el estudio de grabación Allegro.
En el 2011 se unió al elenco principal de la serie The Playboy Club donde interpretó a Carol-Lynne Cunningham, también conocida como la "Bunny Mother", la primera conejita de Playboy, quien antes de ser descubierta por Hugh Hefner trabajaba como mesera en un club.
Ese mismo año apareció por primera vez en la popular serie Law & Order: Special Victims Unit donde interpretó a la oficial Maria Grazie, la exesposa del detective Nick Amaro (Danny Pino) hasta el 2014, después de que su personaje se mudara luego de que su matrimonio fracasara.
En el 2012 se unió al elenco de la serie Go On donde interpretó a Lauren Schneider, la líder del grupo de apoyo, hasta el final de la serie en el 2013.
En el 2014 se unió al elenco recurrente de la serie Nashville donde interpretó a la cantante de country Sadie Stone, hasta el 2015.
Ese mismo año apareció como personaje recurrente en la sexta temporada de la serie Nurse Jackie donde dio vida a Mia Peyton y en la serie The Good Wife donde interpretó a Renata Ellard, la prometida de Colin Sweeney (Dylan Baker).
En el 2015 se unió al elenco recurrente de la serie Supergirl donde interpreta a Alura Zor-El, la madre biológica de Kara Zor-El (Melissa Benoist) quien la guía cuando más lo necesita y a su hermana gemela la general Astra, la tía de Kara Danvers (Melissa Benoist), quien busca la forma de manejar el mundo y vengarse de Kara, hasta ahora.
Benanti recibió elogios por su aparición en The Late Show with Stephen Colbert en la emisión del 19 de julio de 2016, en la cual hizo parodia del discurso de Melania Trump en la Convención Nacional Republicana de 2016.
En 2020, interpreta a una víctima de los ataques del 11 de septiembre en las torres gemelas, dentro de la película de Netflix "cuánto vale la vida" o worth.

## Filmografía

### Series de televisión
| Año         | Título                            | Personaje                   | Notas                                          |
| ----------- | --------------------------------- | --------------------------- | ---------------------------------------------- |
| 2015 - 2016 | Supergirl                         | Alura Zor-El / Astra In-Ze  | 10 episodios                                   |
| 2014 - 2015 | Nashville                         | Sadie Stone                 | 15 episodios                                   |
| 2014, 2015  | The Good Wife                     | Renata Ellard               | 2 episodios                                    |
| 2014        | Nurse Jackie                      | Mia Peyton                  | 7 episodios                                    |
| 2011 - 2014 | Law & Order: Special Victims Unit | Maria Grazie                | 9 episodios                                    |
| 2013        | Elementary                        | Anne Barker/Abigail Spencer | episodio "Poison Pen"                          |
| 2013        | Royal Pains                       | Shelby Shackelford          | 8 episodios                                    |
| 2012 - 2013 | Go On                             | Lauren Schneider            | 22 episodios                                   |
| 2013        | It Could Be Worse                 | Kendra                      | episodio "What's Your Secret?" - miniserie     |
| 2011        | The Playboy Club                  | Carol-Lynne Cunningham      | 7 episodios                                    |
| 2011        | The Big C                         | Gia Sherman                 | episodio "Fight or Flight"                     |
| 2011        | Life on Mars                      | Denise Carling              | episodio "Home Is Where You Hang Your Holster" |
| 2008        | Eli Stone                         | Beth "Lizzie" Keller        | 5 episodios                                    |
| 2005        | Starved                           | Billie Frasier              | 7 episodios                                    |

### Películas
| Año  | Título                     | Personaje      | Notas |
| ---- | -------------------------- | -------------- | --- |
| 2014 | Russian Broadway Shut Down | Sophia         | corto - junto a Eric Anderson, Annaleigh Ashford, Bernadette Banner, Scott Barnhardt y Jennifer Barnhart |
| 2023 | No Hard Feelings           | Madre de percy | |

### Teatro
| Año  | Obra                                      | Personaje      | Director      | Teatro                 | Notas                                                          |
| ---- | ----------------------------------------- | -------------- | ------------- | ---------------------- | -------------------------------------------------------------- |
| 1998 | The Sound of Music                        | Maria          | -             | -                      | -                                                              |
| -    | Nine                                      | -              | -             | -                      | junto a Antonio Banderas, Chita Rivera y Mary Stuart Masterson |
| 1999 | Swing!                                    | -              | -             | -                      | -                                                              |
| 2002 | Into the Woods                            | Cinderella     | -             | -                      | -                                                              |
| 2003 | The Violet Hour                           | -              | -             | Teatro Biltmore        | -                                                              |
| 2006 | The Wedding Singe                         | Julia Sullivan | -             | Al Hirschfeld Theater  | junto a Stephen Lynch                                          |
| 2008 | Gypsy                                     | Louise         | -             | -                      | junto a Patti LuPone                                           |
| 2010 | Women on the Verge of a Nervous Breakdown | -              | Bartlett Sher | Lincoln Center Theater | junto a Danny Burstein, Nikka Graff Lanzarone y Patti LuPone   |

## Premios y nominaciones
| Año  | Categoría                          | Premio     | Obra           | Resultado |
| ---- | ---------------------------------- | ---------- | -------------- | --------- |
| 2000 | Best Actress                       | Tony Award | Swing!         | Nominada  |
| 2002 | Best Actress                       | Tony Award | Into the Woods | Nominada  |
| 2008 | Best Featured Actress in a Musical | Tony Award | Gypsy          | Ganó      |